# Buñero
El Buñero és una muntanya de 1.109 metres a la província d'Osca (Aragó).